# Teatro Norte (Itagüí)
El Teatro Norte  es un teatro auditorio ubicado al norte de la ciudad de Itagüí en  Colombia .

## Historia
El teatro fue inaugurado el 19 de noviembre de 1997  en medio de cambios en infraestructura en la zona. En el año 1998 se realizan unos cambios en el interior del teatro para acondicionarlo a más público.  En este teatro se celebró una de las versiones del “Festival de Teatro Ciudad de Itagüí”.